# Dischidia squamulosa
Dischidia squamulosa är en oleanderväxtart som beskrevs av Odoardo Beccari. Dischidia squamulosa ingår i släktet Dischidia och familjen oleanderväxter. Inga underarter finns listade i Catalogue of Life.